# Hilsenbergia petiolaris
Hilsenbergia petiolaris là loài thực vật có hoa trong họ Mồ hôi. Loài này được (Lam.) J.S. Mill. mô tả khoa học đầu tiên năm 2003.